# Matthias Mahlmann

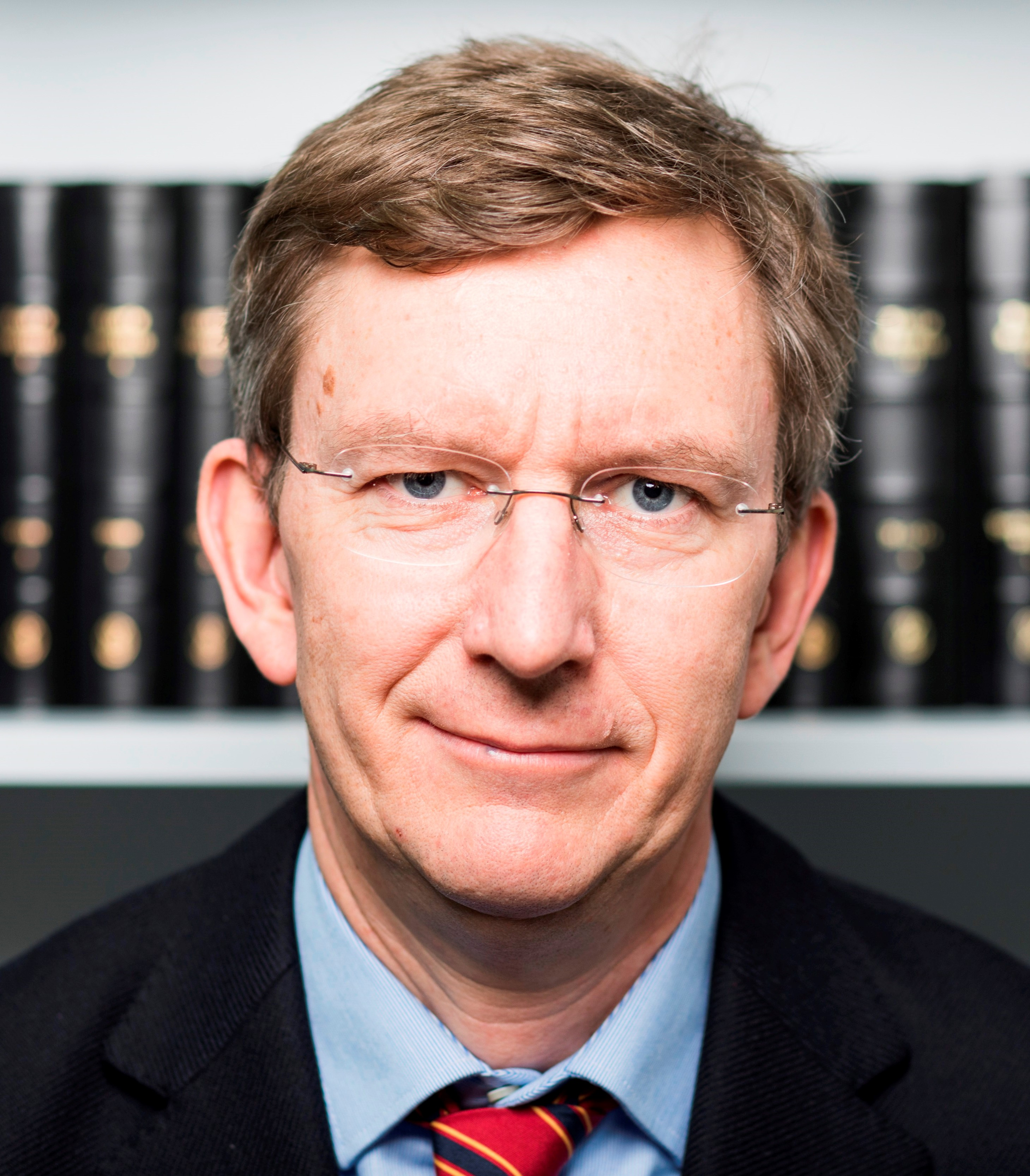
Matthias Mahlmann

Matthias Mahlmann (* 1966) ist ein deutsch-schweizer Rechtswissenschaftler und Hochschullehrer an der Universität Zürich. Er hält den Lehrstuhl für Philosophie und Theorie des Rechts, Rechtssoziologie und Internationales Öffentliches Recht inne.

## Leben und Wirken
Mahlmann studierte Rechtswissenschaften und Philosophie an der Albert-Ludwigs-Universität Freiburg, der London School of Economics und der Freien Universität Berlin. Nach seinem Ersten Juristischen Staatsexamen 1994 war Mahlmann zunächst in verschiedenen Rechtsanwaltsbüros tätig, bevor er am Kammergericht Berlin 1997 sein Rechtsreferendariat absolvierte, das er 1999 mit dem Zweiten Staatsexamen abschloss. Von der Freien Universität Berlin wurde er im selben Jahr mit der rechtsphilosophischen Dissertationsschrift Rationalismus in der praktischen Theorie: Normentheorie und praktische Kompetenz zum Dr. iur. promoviert. Anschließend war er als wissenschaftlicher Mitarbeiter und Assistent am Institut für Rechtssoziologie und Rechtstatsachenforschung der Freien Universität Berlin tätig. 2005 habilitierte er sich dort für die Fächer Öffentliches Recht, Europarecht, Rechtssoziologie und Rechtsphilosophie.
Es folgten Lehrstuhlvertretungen an der Universität Bielefeld und der Freien Universität Berlin. Zum Frühjahrssemester 2008 wurde Mahlmann an der Universität Zürich zum außerordentlichen Professor für Rechtstheorie, Rechtssoziologie und internationales öffentliches Recht ernannt. Seit dem 1. Februar 2014 ist Mahlmann ordentlicher Professor für Philosophie und Theorie des Rechts, Rechtssoziologie und Internationales Öffentliches Recht an der Universität Zürich. Seit 2005 ist er Recurrent Visiting Professor an der Central European University in Budapest/Wien. Er war Gastprofessor an der Hebräischen Universität Jerusalem und dem Georgetown University Law Center. 2017 war er BOK International Visiting Professor an der University of Pennsylvania Law School. Er ist Gastprofessor an der Türkisch-Deutschen Universität in Istanbul. 2024 war er Visiting Professor an der National Law School of India in Bangalore.
2019 bis 2024 war er Präsident des Weltverbandes der Internationalen Vereinigung für Rechts- und Sozialphilosophie.
Mahlmanns Forschungsschwerpunkte liegen vor allem in den Grundlagen des Rechts in der Grundrechts- und Verfassungstheorie und dem internationalen öffentlichen Recht. Er berät verschiedene öffentliche Institutionen in der Schweiz, in Deutschland und der EU und ist in verschiedenen (verfassungs-)gerichtlichen Verfahren engagiert.

## Schriften (Auswahl)
- Rationalismus in der praktischen Theorie. Nomos, Baden-Baden 1999, ISBN 3-8329-3507-X (Dissertation).
- Elemente einer ethischen Grundrechtstheorie. Nomos, Baden-Baden 2008, ISBN 978-3-8329-1634-3 (Habilitationsschrift).
- mit Hubert Rottleuthner: Diskriminierung in Deutschland: Vermutungen und Fakten. Nomos, Baden-Baden 2011, ISBN 978-3-8329-5578-6.
- Verfassungsrechtliche Handlungsoptionen der Gestaltung der Gentechnologie. Dike Verlag, Zürich 2017, ISBN 978-3-03751-885-4.
- Widerständige Gerechtigkeit. Der Angriff auf Demokratie, Verfassungsstaat und Menschenrechte und die Gesellschaftstheorie des Rechts. Nomos, Baden-Baden 2018, ISBN 978-3-8487-5388-8.
- Konkrete Gerechtigkeit. 4. Auflage. Nomos, Baden-Baden 2019, ISBN 978-3-8487-1760-6.
- Rechtsphilosophie und Rechtstheorie. 8. Auflage. Nomos, Baden-Baden 2024, ISBN 978-3-7560-1478-1.
- Mind and Rights. Cambridge University Press, Cambridge 2023, ISBN 978-1-316-63540-7.